# 大溪區
24°52′50.36″N 121°17′23.10″E / 24.8806556°N 121.2897500°E
大溪區（客語白話字：Thai-hâi-khî；臺灣客家語詔安腔：tai keˇkiˇ；龜崙語：Takoham），舊稱「大姑陷」、「大嵙崁」，前身「大溪鎮」，位於臺灣桃園市東南部。大溪區原為復興區的木材輸出門戶，以大漢溪爲河運管道。雖然現在河運已經不再，但當地昔日的渡船頭仍然保存。大溪爲北橫公路的入口端，因擁有豐富的觀光資源，為桃園市政府持續推展生態休閒遊憩東都心之重點發展區。
大漢溪兩旁原爲河階地形，但在石門水庫建立之後，因爲水位下降，下切力道不足，使現在河階地形之形成趨緩。但近年在武嶺橋下游興建中庄調整池作為石門水庫的備用水庫，其中的中庄堰為全國規模最大的倒伏式攔河堰，攔截大漢溪河水。石門水庫位於大溪區南端，爲桃園市的著名風景區。
大溪區之特產爲大溪豆乾及木製品，其中紅木神桌獨特精細的雕紋最為聞名，而地方先輩在木藝基礎上引入傳統祀神藝陣神將（俗名：大仙尪），讓大溪地區擁有上百尊的大仙尪，使大溪有神將窟的美名，為北臺灣三大神將重地區域，齊名蘆洲、宜蘭。近年來，臺灣開放農業觀光，而大溪多山林，已開發許多休閒農莊，且因鄰近臺北都會區，週休假日遊客紛至。

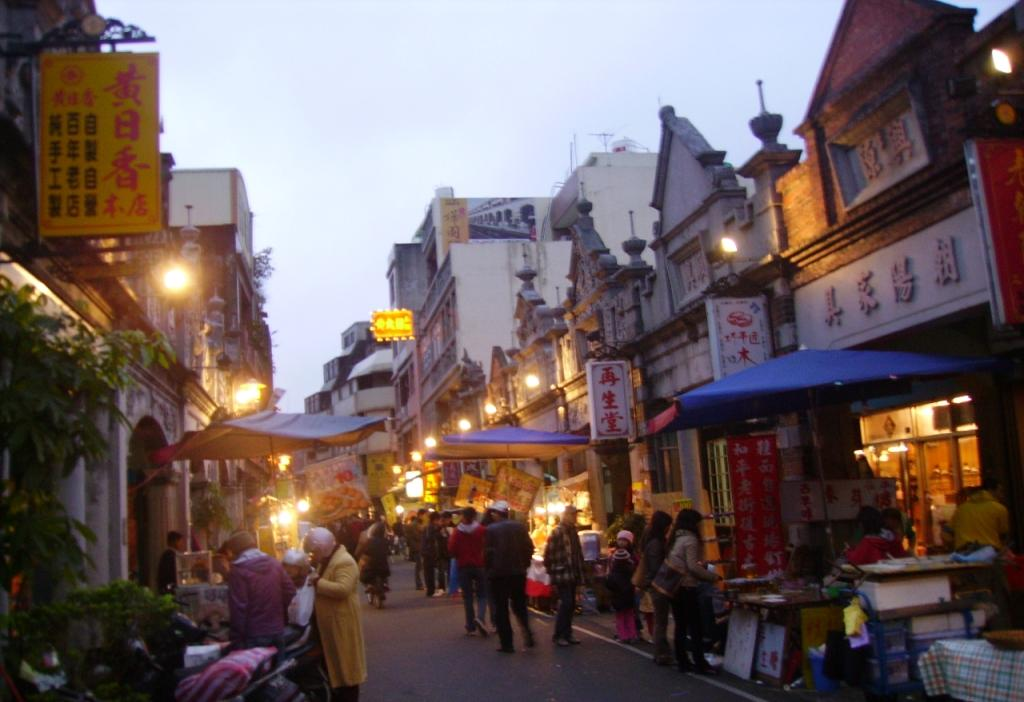
大溪老街

大溪區以大漢溪為界分為河東地區與河西地區，前者是傳統行政與經濟中心，近年極力轉型發展觀光生態遊憩，為國內外知名的旅遊景點；後者因國道三號大溪交流道及台66線快速道路經過，而在區內設立埔頂重劃區。初期主要以低密度開發的透天住宅為主，但經桃園升格直轄市及生活機能發展到位，還有可以高處俯瞰大漢溪、河東老城區及復興區山陵線的美景，河西地區陸續出現大型高樓景觀住宅。

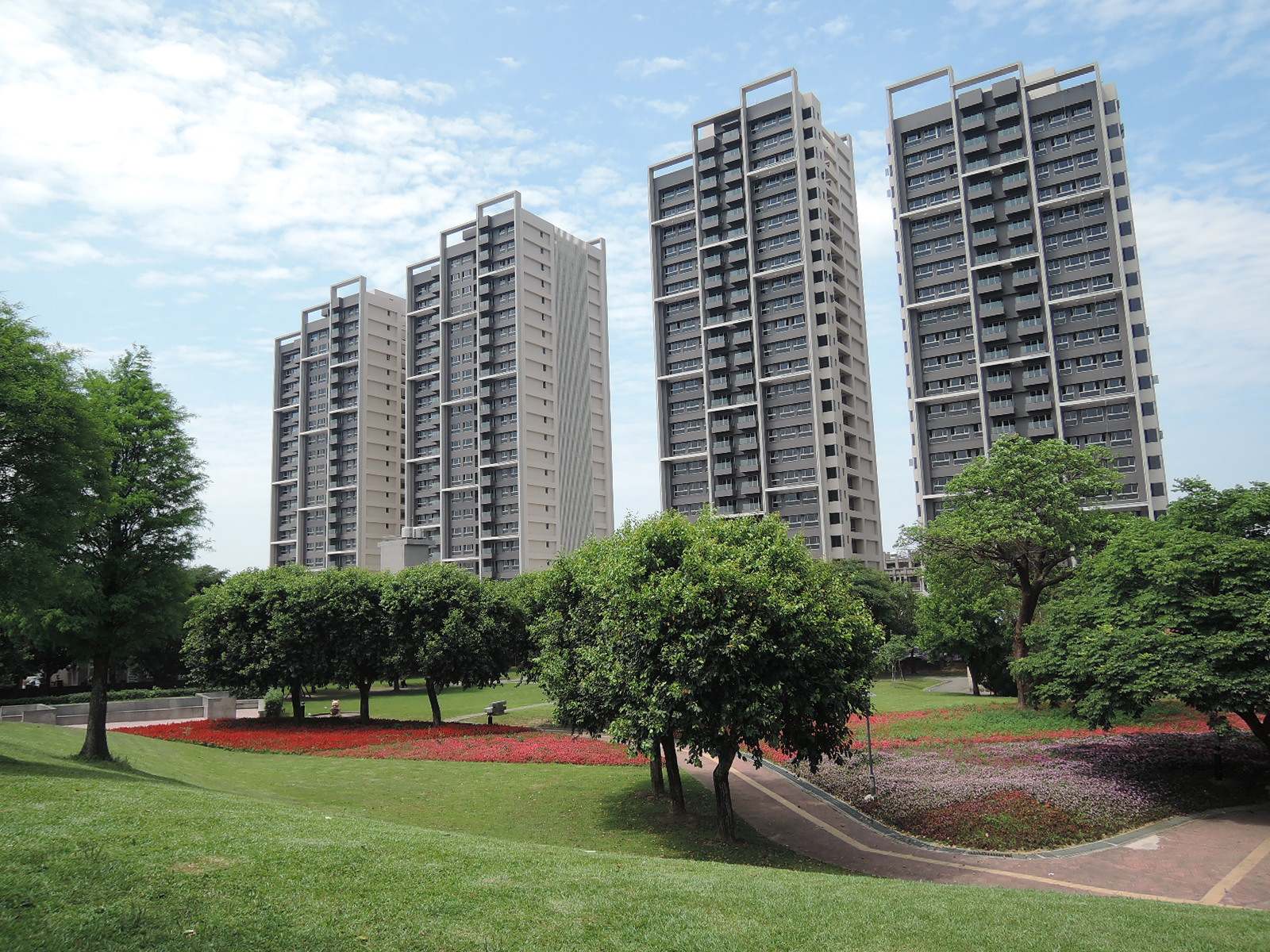
大溪區埔頂重劃區

## 地名
大溪區最早稱爲大姑陷，源自於平埔族霄裡社人稱大漢溪爲「Takoham」之音譯。乾隆年間，漳州人沿著大漢溪逆流而上，到此地開墾，因爲漢人認爲「陷」字不吉利，就以地處河崁地形，取「崁」代「陷」成為「大姑崁」。同治四年（西元1865年）李騰芳中舉，鄉民爲彰顯科舉功名，又將地名改爲「大科崁」，光緒年間巡撫劉銘傳在此設立大嵙崁撫墾局，又將「大科崁」改成爲「大嵙崁」，最後在1920年，臺灣總督府將地名改為「大溪」，此名稱就沿用至今。

## 歷史

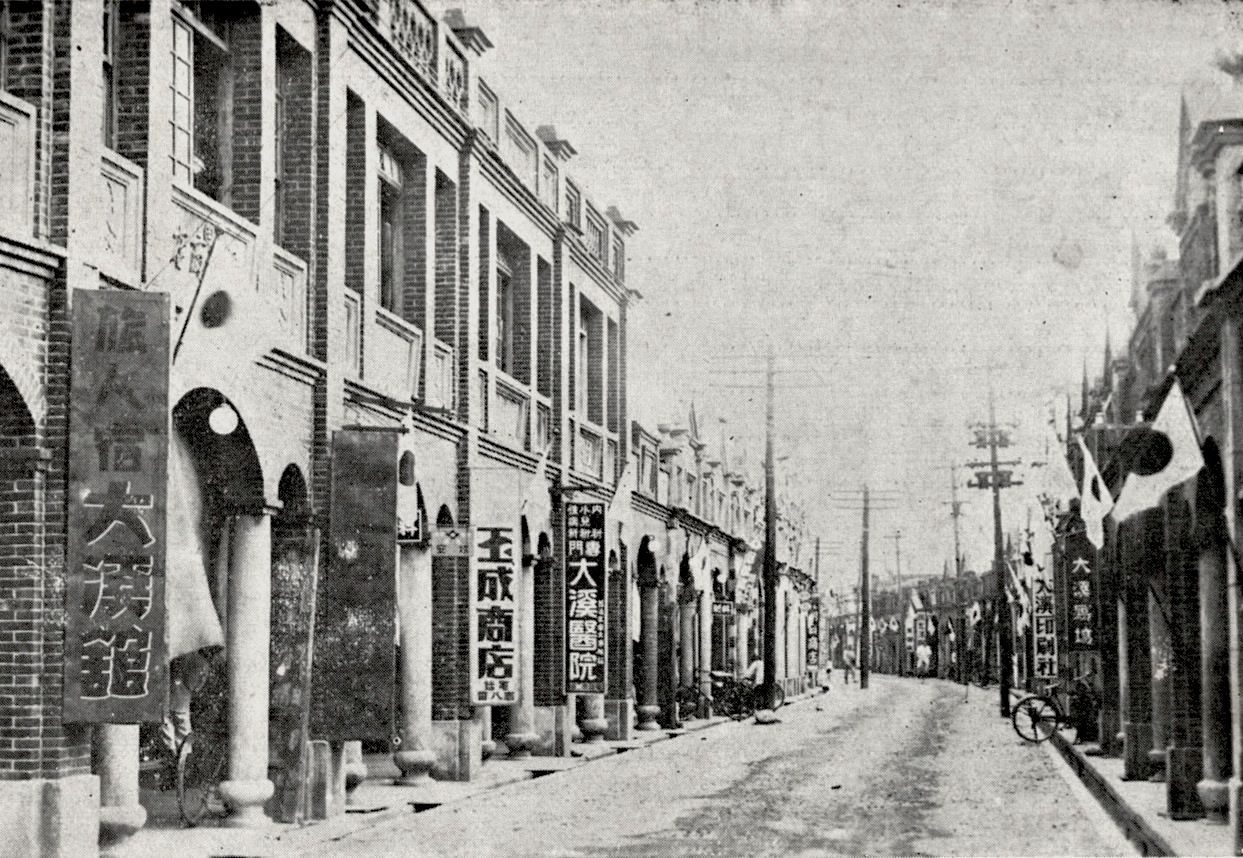
日治時期約1930年代大溪街景

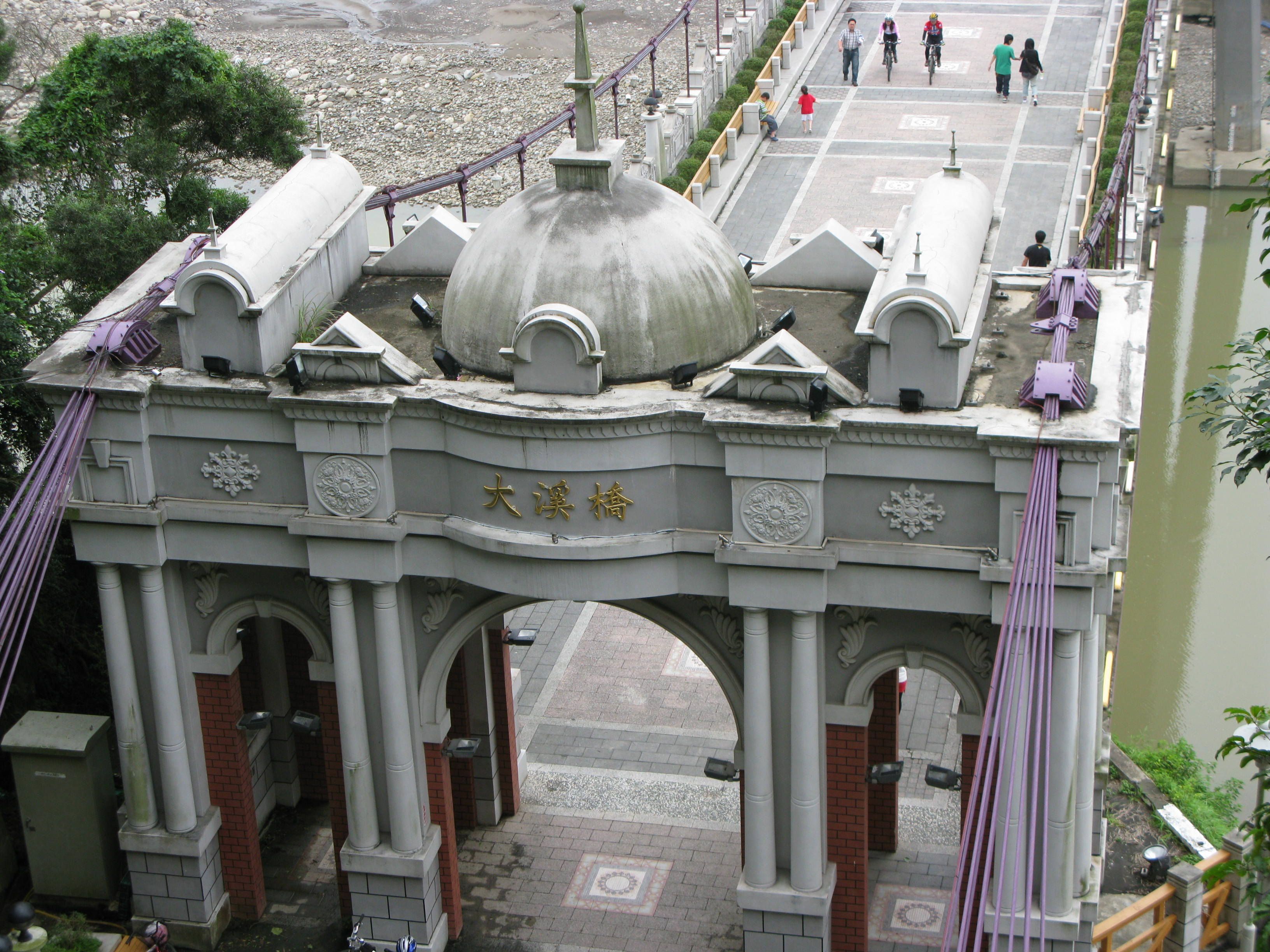
連結大漢溪兩岸的大溪橋；目前為行人徒步專用橋

### 明鄭
南明永曆十六年（1662年），大溪屬承天府天興縣。

### 清代
康熙二十二年（1683年）臺灣設一府三縣，大溪屬諸羅縣。
康熙六十年（1721年），諸羅縣劃分為諸羅縣、彰化縣、淡水廳，大溪屬淡水廳。
清代初期，當臺北盆地逐漸爲漢人所開拓時，原住民就逆大漢溪而上尋找新住所，大溪河崁一帶便是他們的據點之一。當時大溪是凱達格蘭族霄裡社與泰雅族原住民散居之地，其中霄裏社知母六（蕭那英）和薛啟龍共鑿霄裏大圳，可灌溉灌溉番仔寮、三塊厝、南興庄、棋盤厝、八塊厝、山腳莊等六莊田地。
乾隆元年（1736年）起，便有閩、客移民沿河逆水到此，陸續入墾大嵙崁，逐漸成為漢人與原住民雜居的地區。
嘉慶八年（1803年），新莊的林本源家族因漳泉械鬥，舉家避禍於此。林家的入住，促進了當地的繁榮。他們出鉅資開圳引水，奠定了農業發展的基礎；後來更藉地利之便，做起米、鹽的河運生意，所以大溪開始有了小市集。
光緒十六年（1890年），因北路磺腦專賣局的設立，使本地成為茶葉、樟腦、木材的集散地。
而光緒十八至二十三年（1892年至1897年）是大溪河運的黃金時期，船舶可由淡水、大稻埕、艋舺（今萬華）、新莊直抵大溪。當時的大溪商家雲集，多達三、四百家，多集中在現今和平路老街一帶。
光緒20年（1894年），設南雅廳，轄今大溪區一帶。

### 臺灣民主國
臺灣民主國，永清元年/光緒二十一年，（1895年）著名的乙未臺日分水崙戰役，地點位於大溪區永福里龍山寺後方處，是日軍入主臺北城後，規模最大，戰鬥最慘烈的一役。日軍近衛師團坊城後章少佐率軍894名沿土地公坑溪谷欲前往大嵙崁支援時，遭到三角湧義勇軍包圍伏擊。經兩晝夜血戰後，日軍死傷達數百人。

### 日治
明治三十一年，日本學者田中正太郎在《東京人類學雜誌第一四九期》發表史前先民遺址，有大溪街、中新、三層、頭寮、枕頭山麓等處。
臺灣日治時期大正五年（1916年），由臺灣總督府工程師八田與一、狩野三郎與日籍韓裔的技師張令紀設計的桃園大圳動土，灌溉區域涵蓋今桃園市大溪區、八德區、桃園區、中壢區、楊梅區、新屋區、蘆竹區、觀音區及大園區等地，因而帶動民生及農業發展。
大正九年（1920年），改制並改名為「大溪」。
大正十二年（1923年），桃園大圳截引大漢溪灌溉桃園台地，造成大漢溪水位下降，大船無法上溯，加上鐵公路的逐漸發達，使得大溪的河運逐漸沒落。
大正十三年（1924年），七夕，呂傳琪邀集黃樹林、黃茂炎、簡伯仁，及其弟等16人創立崁津吟社。創社之初，月開擊鉢例會，由社員輪流召開，且出課題。昭和二年（1927）社長呂傳琪病歿，黃樹林繼任社長，未幾改稱南雅吟社，日本政府治台前，將該地改設為南雅縣，因以縣名其社也。二次大戰後該社回復舊名稱崁津吟社，推李傳亮氏主持社務。民國四十七年（1958）中秋例會，議改為委員制，以李傳亮、呂傳命、林青山、邱春木、黃茂炎等五人為常務，李、呂兩氏為社務代表，其間社員吟詠不乏佳作。除每月例開擊鉢一次，互通聲氣外，每年仲春仲秋，合社舉行春秋祭聖，即春季的文昌君祭日，秋天的孔子誕辰，以及七夕社慶，崁津吟社會有盛大的例會，詩歌酬唱。詩社全盛時期，社員曾多達40餘人。首任社長呂傳琪去世後，黃樹林繼任社長，當時有多人作詩歌頌呂傳琪。
昭和二年八月，大溪公園經臺灣日日新報票選為「臺灣八景十二勝」。

### 中華民國
2012年3月10日，由交通部觀光局舉辦的「臺灣十大觀光小城」票選大溪鎮為第一名觀光景點，人潮湧入帶動地方經濟繁榮，但也造成假日交通問題及當地居民出入不便之情況。
2014年12月25日，桃園縣大溪鎮改制為桃園市大溪區。

## 地理

### 相對位置
大溪區位於桃園市東南方，西有平鎮區，西南接龍潭區，西北鄰八德區，東南為復興區，東北與新北市鶯歌區、三峽區相接。大溪之山脈屬低山帶，高度約在 500 公尺左右。東南方是溪洲山脈， 山脈起伏較平緩，為典型的丘陵地形；而其他方向則是數座低矮山丘，如草嶺山或是大溪東岸的蓮座山。

### 氣候
| 大溪(平均數據2008–2023 極端數據2007–present)                                                             | 大溪(平均數據2008–2023 極端數據2007–present) | 大溪(平均數據2008–2023 極端數據2007–present) | 大溪(平均數據2008–2023 極端數據2007–present) | 大溪(平均數據2008–2023 極端數據2007–present) | 大溪(平均數據2008–2023 極端數據2007–present) | 大溪(平均數據2008–2023 極端數據2007–present) | 大溪(平均數據2008–2023 極端數據2007–present) | 大溪(平均數據2008–2023 極端數據2007–present) | 大溪(平均數據2008–2023 極端數據2007–present) | 大溪(平均數據2008–2023 極端數據2007–present) | 大溪(平均數據2008–2023 極端數據2007–present) | 大溪(平均數據2008–2023 極端數據2007–present) | 大溪(平均數據2008–2023 極端數據2007–present) |
| 月份 | 1月                                          | 2月                                          | 3月                                          | 4月                                          | 5月                                          | 6月                                          | 7月                                          | 8月                                          | 9月                                          | 10月                                         | 11月                                         | 12月                                         | 全年                                         |
| --- | -------------------------------------------- | -------------------------------------------- | -------------------------------------------- | -------------------------------------------- | -------------------------------------------- | -------------------------------------------- | -------------------------------------------- | -------------------------------------------- | -------------------------------------------- | -------------------------------------------- | -------------------------------------------- | -------------------------------------------- | -------------------------------------------- |
| 历史最高温 °C（°F）                                                                                      | 28.1 (82.6)                                  | 29.2 (84.6)                                  | 30.5 (86.9)                                  | 31.8 (89.2)                                  | 34.5 (94.1)                                  | 34.3 (93.7)                                  | 37.1 (98.8)                                  | 36.1 (97.0)                                  | 36.4 (97.5)                                  | 35.3 (95.5)                                  | 31.8 (89.2)                                  | 28.1 (82.6)                                  | 37.1 (98.8)                                  |
| 平均高温 °C（°F）                                                                                        | 18.0 (64.4)                                  | 18.9 (66.0)                                  | 21.3 (70.3)                                  | 24.6 (76.3)                                  | 27.9 (82.2)                                  | 30.6 (87.1)                                  | 32.6 (90.7)                                  | 32.3 (90.1)                                  | 30.8 (87.4)                                  | 26.5 (79.7)                                  | 23.7 (74.7)                                  | 19.2 (66.6)                                  | 25.5 (78.0)                                  |
| 日均气温 °C（°F）                                                                                        | 14.7 (58.5)                                  | 15.2 (59.4)                                  | 17.3 (63.1)                                  | 20.5 (68.9)                                  | 24.0 (75.2)                                  | 26.6 (79.9)                                  | 28.0 (82.4)                                  | 27.6 (81.7)                                  | 26.4 (79.5)                                  | 23.1 (73.6)                                  | 20.3 (68.5)                                  | 16.0 (60.8)                                  | 21.6 (71.0)                                  |
| 平均低温 °C（°F）                                                                                        | 12.3 (54.1)                                  | 12.6 (54.7)                                  | 14.3 (57.7)                                  | 17.5 (63.5)                                  | 21.0 (69.8)                                  | 23.7 (74.7)                                  | 24.8 (76.6)                                  | 24.6 (76.3)                                  | 23.5 (74.3)                                  | 20.9 (69.6)                                  | 18.0 (64.4)                                  | 13.6 (56.5)                                  | 18.9 (66.0)                                  |
| 历史最低温 °C（°F）                                                                                      | 1.4 (34.5)                                   | 4.5 (40.1)                                   | 6.7 (44.1)                                   | 9.7 (49.5)                                   | 12.1 (53.8)                                  | 18.0 (64.4)                                  | 21.6 (70.9)                                  | 21.9 (71.4)                                  | 18.3 (64.9)                                  | 14.7 (58.5)                                  | 8.8 (47.8)                                   | 5.1 (41.2)                                   | 1.4 (34.5)                                   |
| 平均降水量 mm（）                                                                                        | 94.9 (3.74)                                  | 114.9 (4.52)                                 | 155.2 (6.11)                                 | 139.1 (5.48)                                 | 242.6 (9.55)                                 | 294.4 (11.59)                                | 180.8 (7.12)                                 | 289.3 (11.39)                                | 179.8 (7.08)                                 | 114.5 (4.51)                                 | 93.3 (3.67)                                  | 98.7 (3.89)                                  | 1,997.5 (78.65)                              |
| 平均降水天数                                                                                             | 11.8                                         | 11.5                                         | 13.4                                         | 12.8                                         | 13.8                                         | 14.2                                         | 10.1                                         | 12.8                                         | 9.8                                          | 9.6                                          | 10.1                                         | 12.8                                         | 142.7                                        |
| 平均相對濕度（％）                                                                                       | 79.2                                         | 81.6                                         | 79.0                                         | 78.1                                         | 78.8                                         | 77.9                                         | 72.6                                         | 75.7                                         | 74.7                                         | 76.9                                         | 79.3                                         | 80.1                                         | 77.8                                         |
| 来源1：Central Weather Administration                                                                    |                                              |                                              |                                              |                                              |                                              |                                              |                                              |                                              |                                              |                                              |                                              |                                              |                                              |
| 来源2：Atmospheric Science Research and Application Databank (precipitation days and humidity 2007–2024) |                                              |                                              |                                              |                                              |                                              |                                              |                                              |                                              |                                              |                                              |                                              |                                              |                                              |

### 水文
大溪區原名「大嵙崁」係緣由來自於大嵙崁溪（大漢溪）流經此區，以溪名為地名，顯示大漢溪在此區的發展過程扮演著重要角色。其為淡水河流域三大源流之一，從雪山山脈流至宜蘭，後到復興區，早期因為河川襲奪而將桃園台地沖刷成河谷，為大溪區主要的河川，全區幾乎都是 大漢溪和其支流的流域範圍，居上游航運終點地帶。
大溪區有許多重要水利設施及汙水處理系統，包括：
- 石門水庫 (臺灣)
- 中庄調整池
- 阿姆坪防淤隧道
- 大溪水資源回收中心
- 埔頂水資源回收中心 (興建中，預計112年1月完成第一期工程)[6]。

### 人口
根據桃園市大溪區戶政事務所統計，2024年底大溪區戶數約3.6萬戶，人口約9.4萬人，區內人口最多與最少的里分別是仁愛里與新峰里，2024年底兩里人口分別為6,533人與818人。

## 政治

### 歷任首長
鎮長
| 任次 | 姓名                | 備註         |
| ---- | ------------------- | ------------ |
| 1    | 黃宗寬（1898-1974） |              |
| 2    | 簡欣哲（1916-2010） |              |
| 3    | 簡欣哲              |              |
| 4    | 呂傳命（1907-1969） |              |
| 5    | 陳義樹（1920-1975） |              |
| 6    | 邱坤洋（1935-）     |              |
| 7    | 邱坤洋              |              |
| 7    | 黃斌璋（1939-）     | 補選         |
| 8    | 黃斌璋              |              |
| 9    | 呂理中（1941-）     |              |
| 10   | 呂理中              |              |
| 11   | 林熺達（1938-2024） | 朱立倫舅     |
| 12   | 林熺達              |              |
| 13   | 曾榮鑑（1953-）     |              |
| 14   | 曾榮鑑              |              |
| 15   | 蘇文生（1955-）     |              |
| 16   | 黃睿松（1954-）     | 末任民選鎮長 |

區長（指派）
| 任次 | 姓名   | 任職期間                       | 備註                         |
| ---- | ------ | ------------------------------ | ---------------------------- |
| 1    | 黃睿松 | 2014年12月25日～2018年12月24日 | 續任；首屆區長，任期屆滿     |
| 2    | 陳嘉聰 | 2018年12月25日～2022年3月2日   | 市長指派，原秘書處副處長調任 |
| 3    | 陳聖義 | 2022年3月2日～2023年7月14日    | 市長指派，原工務局副局長調任 |
| 4    | 徐景揚 | 2023年7月14日～現任            | 市長指派，原平鎮區副區長調任 |

### 區政組織
大溪區公所是桃園市政府在大溪區的派出機關，在中華民國政府架構中為市政府綜理區政的執行機關，上級業務監督機關為桃園市政府。区长由市長任命，其任期為無任期保障。在區長及主任秘書之下，設有5課4室等9個內部單位。大溪區與復興區為桃園市議會第六選區，在市議會的63席市議員中，大溪區與復興區共選出2席區域市議員（不含平地原住民與山地原住民議員）。

### 行政區
現今大溪區行政範圍的確立，來自於1920年，日本將臺灣十二廳改為五州二廳，設大溪街屬新竹州大溪郡:235。大溪街轄大溪、田心子、月眉、石屯、烏塗窟、三層、內柵、新溪洲、舊溪洲、缺子、中庄、烏樹林、番子寮、埔頂、南興等15個大字。1945年，改為「大溪鎮」，屬新竹縣大溪區:238。1948年，裁撤大溪區署，大溪鎮改直隸於新竹縣。1950年，調整行政區域，大溪鎮改隸新成立的桃園縣:238。2014年12月25日，桃園縣改制為直轄市，大溪鎮改制為市轄區「大溪區」，隸屬桃園市。
大溪區共轄28里，以流經境內的大漢溪為界可分為河西與河東兩個地區：
| 次分區   | 里名   | 里名   | 里名   | 里名   | 里名   | 里名   | 里名   | 里名   |
| -------- | ------ | ------ | ------ | ------ | ------ | ------ | ------ | ------ |
| 河東地區 | 一心   | 月眉里 | 永福里 | 康安里 | 福仁里 | 義和里 | 興和里 | 一德里 |
| 河東地區 | 田心   | 美華里 | 復興里 | 福安里 | 新峰里 |        |        |        |
| 河西地區 | 三元里 | 仁文里 | 仁武里 | 仁愛里 | 光明里 | 員林里 | 瑞興里 | 中新里 |
| 河西地區 | 仁和里 | 仁善里 | 仁美里 | 仁義里 | 南興里 | 瑞源里 | 僑愛里 |        |

## 交通

### 國道
- 國道三號（福爾摩沙高速公路）
  - 57 八德八德交流道（規劃中）
  - 62 大溪大溪交流道

### 快速公路
- 台66線（東西向快速公路觀音大溪線）
  - 27 大溪端大溪端

### 省道
- 台3線：新北市三峽區ㄧ大溪ㄧ龍潭，武嶺橋
  - 台3乙線：大溪—龍潭
- 台4線：蘆竹—桃園—八德—大溪—龍潭，崁津大橋，溪洲大橋
- 台7線：大溪—復興—宜蘭（北部橫貫公路），百吉隧道
  - 台7乙線：新北市三峽區—大溪

### 市道
- 市道112號：大溪—中壢—觀音
  - 市道112甲線（大溪聯絡道）：市道112號—臺66線—國道3號—臺3線

### 轉運站
- 桃園客運大溪站（聯絡桃園市復興區的轉運樞紐）
- 溪洲轉運站[16]
- 埔頂轉運站（施工中）[17]

### 公車客運
- 區內公車
  - 大溪區民免費公車 自2011-03-21日開始營運，免費公車行駛大溪區境內路線，行駛時間：周一至周五（周六~日停駛）
- 市區公車
  - 桃園客運
    - 往桃園區，可搭乘 5096：大溪—更寮腳—桃園，5096A：大溪—更寮腳—民族路口—桃園
    - 往中壢區，可搭乘 5098：大溪—官路缺—中壢，5112：大溪—八德—中壢
    - 往龍潭區，可搭乘 212：大溪—九龍村—龍潭，212A：大溪—僑愛—埔頂—九龍村—龍潭
    - 往三峽區，可搭乘 263：大溪—恩主公醫院
- 快速公車
  - 桃園客運／中壢客運聯營
    - 702：大溪—林口長庚醫院（經大興西路、桃園藝文特區、敏盛醫院、南崁）

  - 桃園客運
    - 712：龍潭—永寧轉運站（經國軍桃園總醫院、員樹林）
    - 712A：龍潭—永寧轉運站（經國防大學理工學院、員樹林）

  - 亞通客運
    - 710：內柵-永寧轉運站
    - 710A：內柵-永寧轉運站（經仁和路、永昌路）
- 國道客運
  - 中壢客運／台聯客運／國光客運聯營
    - 9001：臺北市東南區—國道3號—桃園市中壢區（大溪南興里設站，經臺北捷運中和新蘆線（中和線）／黃線（環狀線）景安站，終點市府轉運站信義計畫區）
- 觀光公車（台灣好行）
  - 501 大溪快線：高鐵桃園站－慈湖（經大江購物中心、原住民族文化會館、大溪老街、慈湖）
  - 502 小烏來線(假日行駛)：桃客桃園站－小烏來(天空步道)（經巧克力共和國、金蘭醬油博物館、大溪老街、慈湖、大溪老茶廠、角板山行館、小烏來等景點）
  - 506 東眼山線：桃園客運大溪站－東眼山（經大溪老街、慈湖、角板山行館、東眼山國家森林遊樂區等景點）

### 自行車租賃系統
- 桃園市公共自行車租賃系統至2019年11月，在大溪區已設有9站：

| 名稱             | 位置                                    |
| ---------------- | --------------------------------------- |
| 大溪中正公園     | 普濟路80號旁停車場                      |
| 月眉停車場       | 月眉15鄰105號(武嶺橋頭，大溪消防分隊旁) |
| 大溪河濱公園     | 瑞興段2407地號內停車格                  |
| 埔頂公園         | 仁善街102號對面停車場內                 |
| 仁和國小         | 仁和二街50號旁人行道                    |
| 十大觀光小城公園 | 介壽路965號對面公園                     |
| 大溪永昌宮       | 仁和路二段190巷27號前方廣場             |
| 中科院五號門     | 石園路615號前方空地                     |
| 三元公園         | 員林路二段450號對面公園                 |
| 至善高中         | 康莊路645號                             |

### 未來

#### 捷運
桃園捷運
- 綠線大溪延伸段（規劃中）：GA01站 – GA02站 – GA03站 - GA04站 - GA05站

#### 快速公路
台65線快速公路延龍潭區，將經過大溪區

## 教育

### 大專校院
- 國防大學理工學院

### 高級中等學校
- 桃園市立大溪高級中等學校
- 桃園市私立至善高級中學

### 國民中學
- 桃園市立大溪國民中學
- 桃園市立仁和國民中學

### 國民小學
- 桃園市大溪區大溪國民小學
- 桃園市大溪區仁善國民小學
- 桃園市大溪區中興國民小學
- 桃園市大溪區百吉國民小學
- 桃園市大溪區美華國民小學
- 桃園市大溪區員樹林國民小學
- 桃園市大溪區僑愛國民小學
- 桃園市大溪區仁和國民小學
- 桃園市大溪區內柵國民小學
- 桃園市大溪區田心國民小學
- 桃園市大溪區永福國民小學
- 桃園市大溪區南興國民小學
- 桃園市大溪區瑞祥國民小學
- 桃園市大溪區福安國民小學

### 圖書館
- 桃園市立圖書館大溪分館(新館建設中，完工後遷館)
- 桃園市立圖書館崎頂分館(埔頂館建設中，完工後遷館)
- 桃園市立圖書館康莊分館

## 宗教

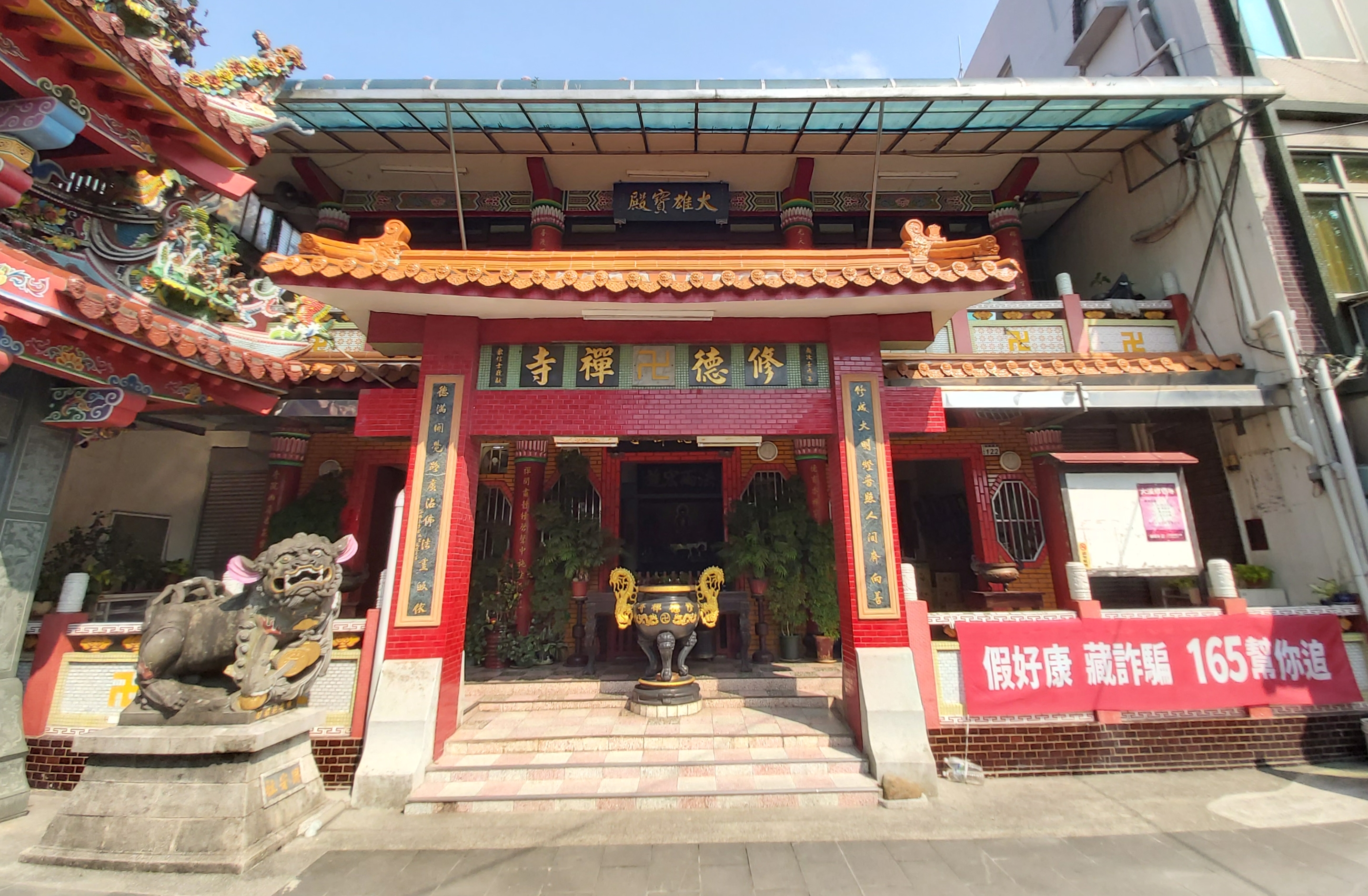
大溪修德禪寺

- 大溪普濟堂，亦稱聖帝廟、聖帝宮，供奉三聖恩主。
- 大溪福仁宮，亦稱大廟，供奉開漳聖王。
- 大溪仁和宮，供奉開漳聖王。
- 大溪永昌宮，供奉神農大帝。
- 埤崙屢豐宮，供奉福德正神。
- 大溪天后宮，位於大溪福仁宮後殿，供奉天上聖母
- 大溪溪洲福山巖，亦稱溪洲廟，供奉清水祖師。
- 復源宮，供奉土地公。
- 德賢祠，供奉德賢媽。
- 大溪玉玄宮，供奉玄天上帝
- 百吉復興宮，供奉開漳聖王
- 大溪東興宮，供奉開漳聖王
- 月眉山觀音寺，供奉觀音佛祖
- 蓮座山觀音寺，供奉觀音佛祖
- 永福龍山寺，供奉觀音佛祖
- 三層福安宮，供奉天上聖母
- 美華慈聖宮，供奉天上聖母
- 內柵仁安宮，供奉玄壇元帥
- 溪洲忠義堂，供奉關聖帝君
- 員樹林三元宮，供奉三官大帝
- 番仔寮瑞源宮，奉祀開漳聖王
- 大溪鳳山寺廣澤宮，奉祀廣澤尊王，宮主為知名臺灣男歌手賴銘偉。
- 大灣坪萬聖堂，奉祀關聖帝君
- 大溪劉備廟，奉祀劉備
- 大溪東隆宮，奉祀溫府千歲
- 大溪平案宮，奉祀唐朝李世民
- 大溪嘉天宮，奉祀天上聖母
- 大溪迎富送窮廟，奉祀玉皇上帝(天公祖)
- 大溪先天三司財庫官廟，奉祀先天一炁無極聖祖宇宙聖主(鴻鈞聖祖)

## 名產
- 大溪豆干

## 歷史古蹟

### 國定古蹟
- 李騰芳古宅，李金興古宅或李舉人古厝，位於臺灣桃園市大溪區月眉里，為桃園市境內唯一的國定古蹟。

### 直轄市定古蹟
- 蓮座山觀音寺，嘉慶年間創建，為三級古蹟，位於崁津大橋附近，主祀觀世音菩薩，俗稱「觀音亭」，為當地客家移民的信仰中心。
- 齋明寺，又稱齋明堂，乃桃園市大溪區三合院形態布局的寺廟， 最早是屬於齋教龍華派的齋堂。1873年（同治12年）改建廟宇，名為齋明堂。1937年（昭和12年），日本政府進行寺廟整理運動，更名為「齋明寺」。
- 簡送德古宅，位於大溪區內柵路二段附近，為桃園市定古蹟，建築作工極精，特別是磚工技巧變化多，紅磚色彩飽滿，為桃園之最。

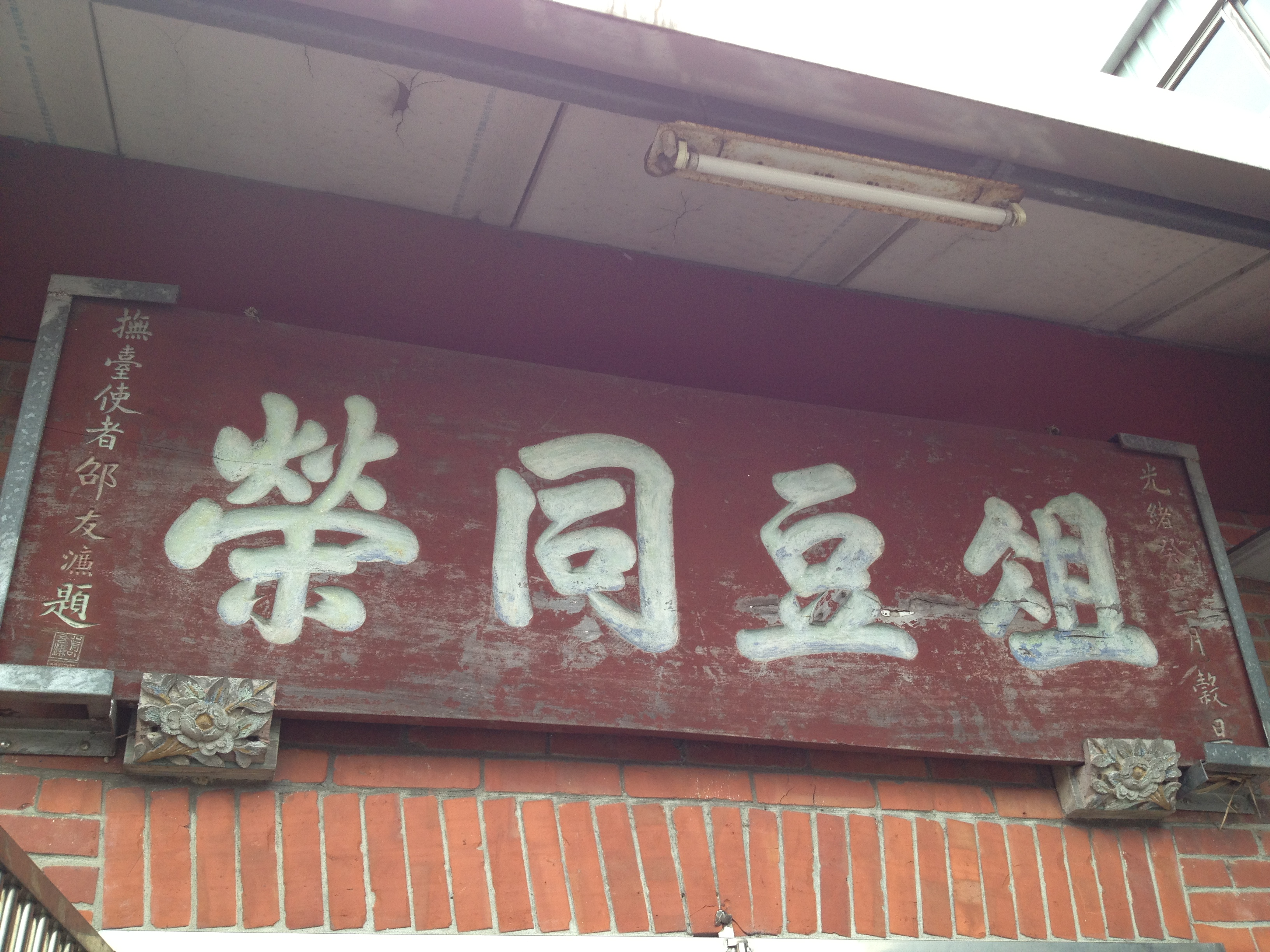
臺灣巡撫 邵友濂題 俎豆同榮匾

- 大溪敬字亭，約建於清朝同治五年（1866年）[18]。

### 歷史建築

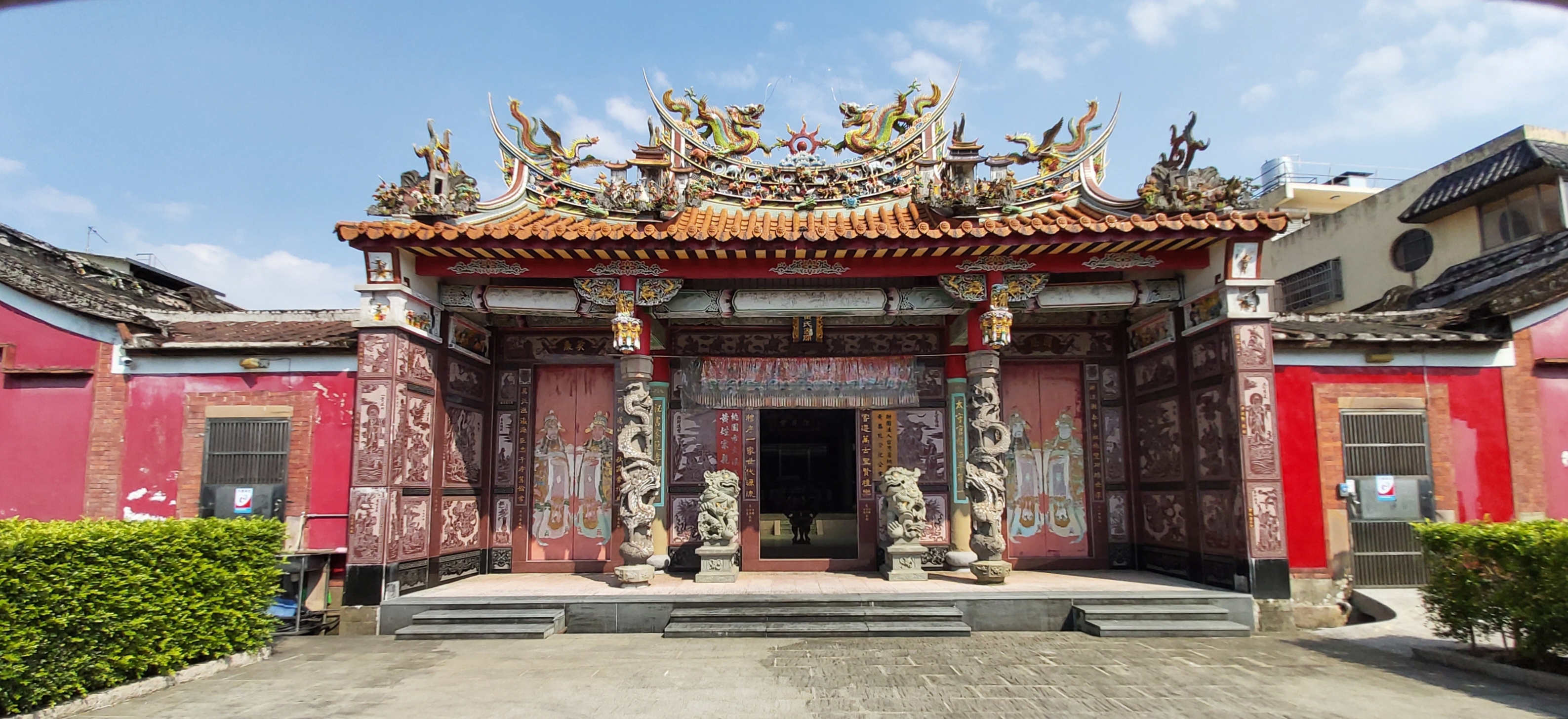
大溪黃氏家廟「江夏堂」

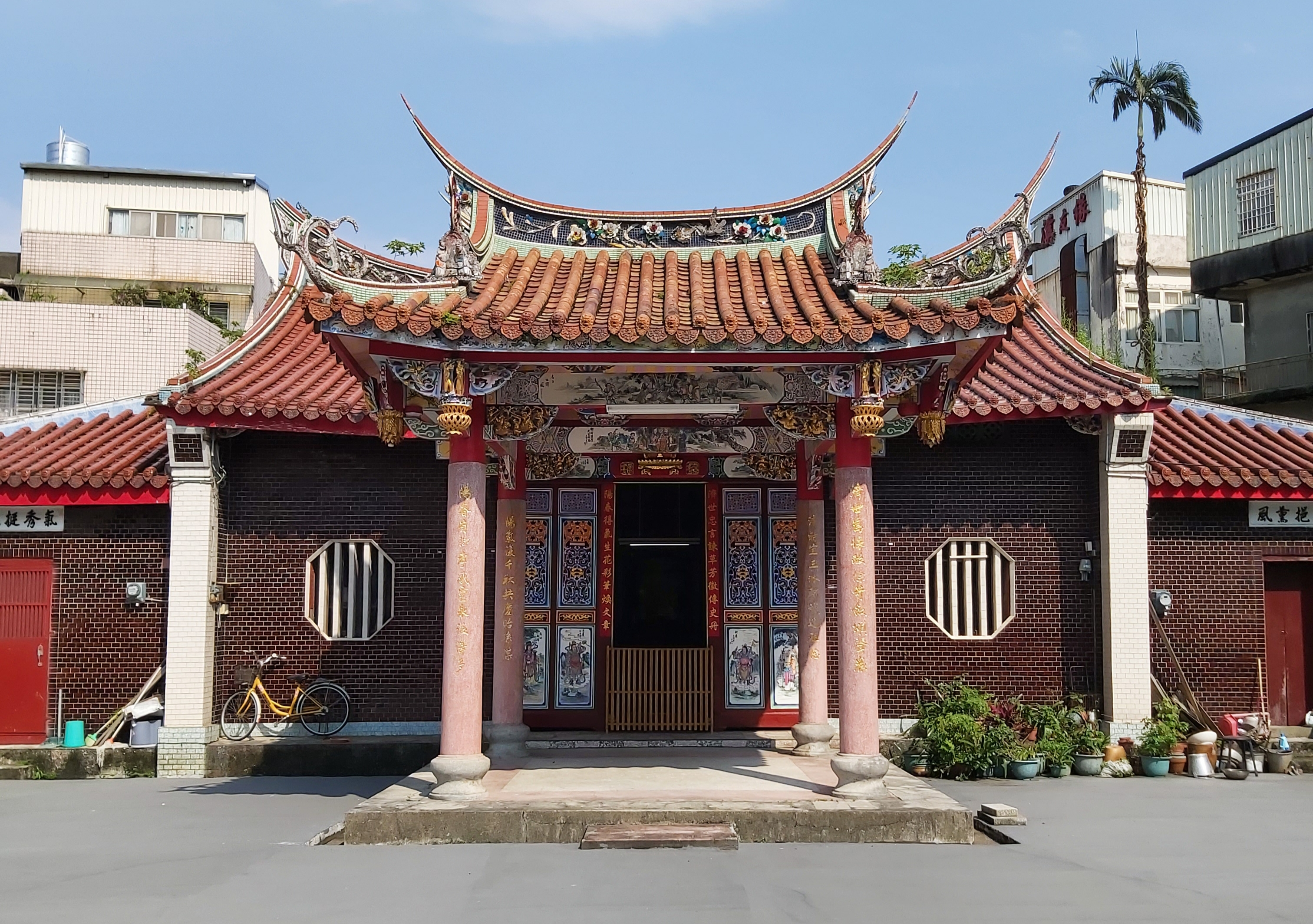
大溪江氏家廟「濟陽堂」

- 大溪老街，以大溪老城區和平路、中山路、中央路周圍保留無數歷史建築群，可以參考桃園市文化資產。

- 大溪龍山寺，奉祀觀音菩薩，同治年間淡水士紳黃龍安（頂下郊拼首領）所建，分香自艋舺龍山寺，祈禱觀音大士保佑。以此寺為練兵基地，以防備原住民（泰雅族）的出草獵首，原住民與漢人間，雙方廝殺慘烈各有傷亡，今日於大溪區永福國小旁建有忠烈廟，祭祀七十二位受難者的讓後人憑弔。該寺附近為1895年著名的乙未台日分水崙戰役之處。

- 大溪仁和宮，俗稱「埔頂廟」，為全臺第一間主祀開漳聖王之廟宇，仁和宮供奉之主神為開漳聖王，可稱全臺開基祖廟。建廟已有三百四十多年歷史。 康熙二十六年及五十年擴建；乾隆四十年（西元1775年）重建，加龍柱石堵，於咸豐五年（西元1855年）及1927年重建，仁和宮創廟歷史久遠。另一說桃園市內的國家三級古蹟（縣級古蹟）景福宮於嘉慶18年於此分靈。

- 忠魂堂「俎豆同榮」匾，因「大嵙崁戰役」，光緒十八年1892林朝棟率各營將士請於擇地建「昭忠祠」，將陣亡將士列祀，清廷感念光緒12年以來數次討伐原住民戰死病歿之兵勇及原住民死難者，於光緒十九年在大嵙崁街建「昭忠祠」並列入春秋官祀，臺灣巡撫邵友濂頒匾，題曰：「俎豆同榮」冀望漢人與原住民能和平相處。作家王湘琦曾以此匾名稱為書名。

### 地區古道
清代以降，大溪是淡水河最內陸港口，成為鄰近山區農產轉運到淡水河系的集中地點，煤礦、樟腦、油桐的開採使得往復興鄉山區的交通更加頻繁。主要的古道有：
1座跨河橋樑
- 大溪橋:最初建於1934年，是一座竹木橋；日治時期，該橋被改建為雙孔鋼索懸索橋，全長280公尺；2001年再次翻新為巴洛克式人行觀光橋，其長度變為330公尺。聯絡河東地區及河西地區跨越大漢溪的重要通道。

4條航運古道
- 齋明寺古道:桃園市大溪區河西地區三大古道之一，聯絡齋明寺到大漢溪河濱及大溪河東老城區的古道，早期河東善士到齋明寺拜拜一定要經過的路。
- 蟠龍崎古道:桃園市大溪區河西地區三大古道之一，聯絡河西崎頂地區到大漢溪河濱及大溪河東老城區的古道。
- 御成路古道:桃園市大溪區河西地區三大古道之一，聯絡河西員樹林地區到大漢溪河濱及大溪河東老城區的古道。
- 碼頭石板古道:位在桃園市大溪區和平老街西側，聯絡大溪河東老城區到大漢溪渡船碼頭的古道，坡道稍緩是早期工人搬運貨物到市中心的重要通道。

3條聯絡道
- 月眉古道:位在桃園市大溪區和平老街38號和40號之間，聯絡大溪河東老城區到月眉地區的古道，由大溪早年大戶李騰芳家族出資興建，後來省道台3線興建部分路段已地下化穿越省道。
- 尾寮崎古道:又稱田心子古道，出入口位在位在桃園市大溪區中華路121巷及美山路41號附近，聯絡大溪河東老城區到美華尾寮地區的古道
- 小角仔古道:位在桃園市大溪區復興路與美山路口，聯絡大溪河東老城區到美華崁頂地區的古道。

4條越嶺古道
- 白石山古道( 又名打鐵寮古道 ):打鐵寮古道原名更興古道，位於大溪三層附近，是昔日大溪與復興巴陵之間往來的聯絡道路。[19]
- 金面山登山古道:聯絡桃園市大溪區及新北市三峽區五寮山區的古道
- 百吉林蔭步道:位於大溪慈湖旁，是早期百吉隧道未開闢前的舊省道，可以通到後慈湖。
- 大艽芎古道:位於大溪頭寮地區，是聯絡大溪與湳仔溝、百吉、阿姆坪之間的古道。

## 人文觀光
- 大溪大禧

大溪大禧，主軸圍繞在每年農曆六月廿四關聖帝君聖誕有三十幾個社頭會在當天為關聖帝君公祝壽，以大溪普濟堂主持的慶典與遶境最為熱鬧，俗稱「大溪大拜拜《六月廿四》」，始於大正十五年（1916年）發柬各界鄉紳，磋商轄下十九保聯庄恭迎聖誕，該年值年爐主為簡阿牛，現今計有三十二個社團參與，主要在大溪老城區內繞境，有上百尊大仙尪以及為數眾多的雙龍、童仔，代代傳承虔誠的繞境儀式不僅是桃園市已登錄的無形文化資產，亦被視為「大溪人的第二個過年」，充分反映地方的民俗習慣與生活文化。
- 2007年首次以「大溪文藝季」舉辦一系列活動。
- 2011年12月29日 以《大溪普濟堂關聖帝君聖誕慶典暨遶境儀式》列為桃園市文化資產，列入民俗及有關文物資產保護。大溪文藝季除了大溪信眾熱鬧的繞境活動之外，時間非常接近七夕情人節，桃園市政府每年皆舉辦情人節相關的定情活動，邀請歌手到大溪橋頭停車場獻唱。
- 2015年元月大溪木藝生態博物館成立，為大溪文藝季增添了靜態展覽的活動。
- 2016年大溪文藝季第十週年，其中關聖帝君繞境邁入第一百週年[21]。
- 2018年主題「大溪大禧」將引領大眾與神同遊山城古厝，結合光影、音樂、市集、劇場，和大溪人同慶大禧，在跨越古今的光影聲響中遇見老城裡的當代祭典。[22]
- 2019年大溪大禧著重於青年的遶境文化教育、在地社群動能推動、大溪大禧城市祭典品牌形塑以及社頭品牌性的深化。透過整體策展架構之內容，策畫給孩子的遶境學、潮遶境計畫、神將與神將腳攝影展、走進一座山城慶典、大囍臨門祭及大溪文化劇場等，共同促成2019大溪大禧的延續與創新。[23]
- 2020年以「一場跨越當代設計與民俗信仰的城市祭典」，重新定位傳統慶典的「大溪大禧」，是為迎接大溪「第二個過年」之稱的關聖帝君聖誕慶典到來，從六月廿四往前拉、展開為期數週的「前祭」，串連與整合宗教慶典、當代設計與社區社群，用當代手法詮釋百年祭典，是台灣具代表性、地域型的城市祭典。[24]
- 2022年，是需要正氣守護的⼀年！  正⼼正念是正氣、強⾝健體是正氣、虔誠祝福更是正氣。  「2022⼤溪⼤禧」回到⼈與信念本⾝，以敦正氣為題 在正氣之神－關聖帝君的庇護下，以正向⼒，帶動整座城市的⿑⼼協⼒！
- 2023年，以「百納祈福」為核心精神貫穿整體策展軸線，將百姓、廟宇、社頭、設計、祭典等元素匯聚拼集，串聯每一個活動同心協力、聚集強大能量的祈福內容，傳遞海納百川、百家爭鳴的聚氣迎神精神，共創信仰文化交流、理解與包容的當代嘉年華會。

- 石門水庫

石門水庫曾經是遠東最大的水庫，目前亦是台灣北部的重要水庫之一，一年四季，湖光山色，風景秀麗。石門水庫對外可連接十幾個旅遊景點，園區大小公園綠樹成林，有自行車步道，也有環湖遊艇，提供旅客多元的休閒樂趣。
- 中庄調整池

石門水庫下游的桃園大溪中庄調整池，這裡除了最主要供水抗旱功能，外加周邊無高樓大廈，都是田園美景，景色優美，而且旁邊就是美麗的九月雪韭菜花種植區以及自行車專用道，所以很適合早晨、黃昏休閒運動賞景的好去處，為桃園大溪新景點
- 桃園市立大溪木藝生態博物館

大溪木藝生態博物館以大溪老街周圍街區為主，是台灣首座無圍牆博物館及桃園市首座市立博物館，目前擁有包括大溪武德殿、大溪公會堂、李騰芳古宅在內的6處場館及15處街角館作為館舍。
- 兩蔣文化園區

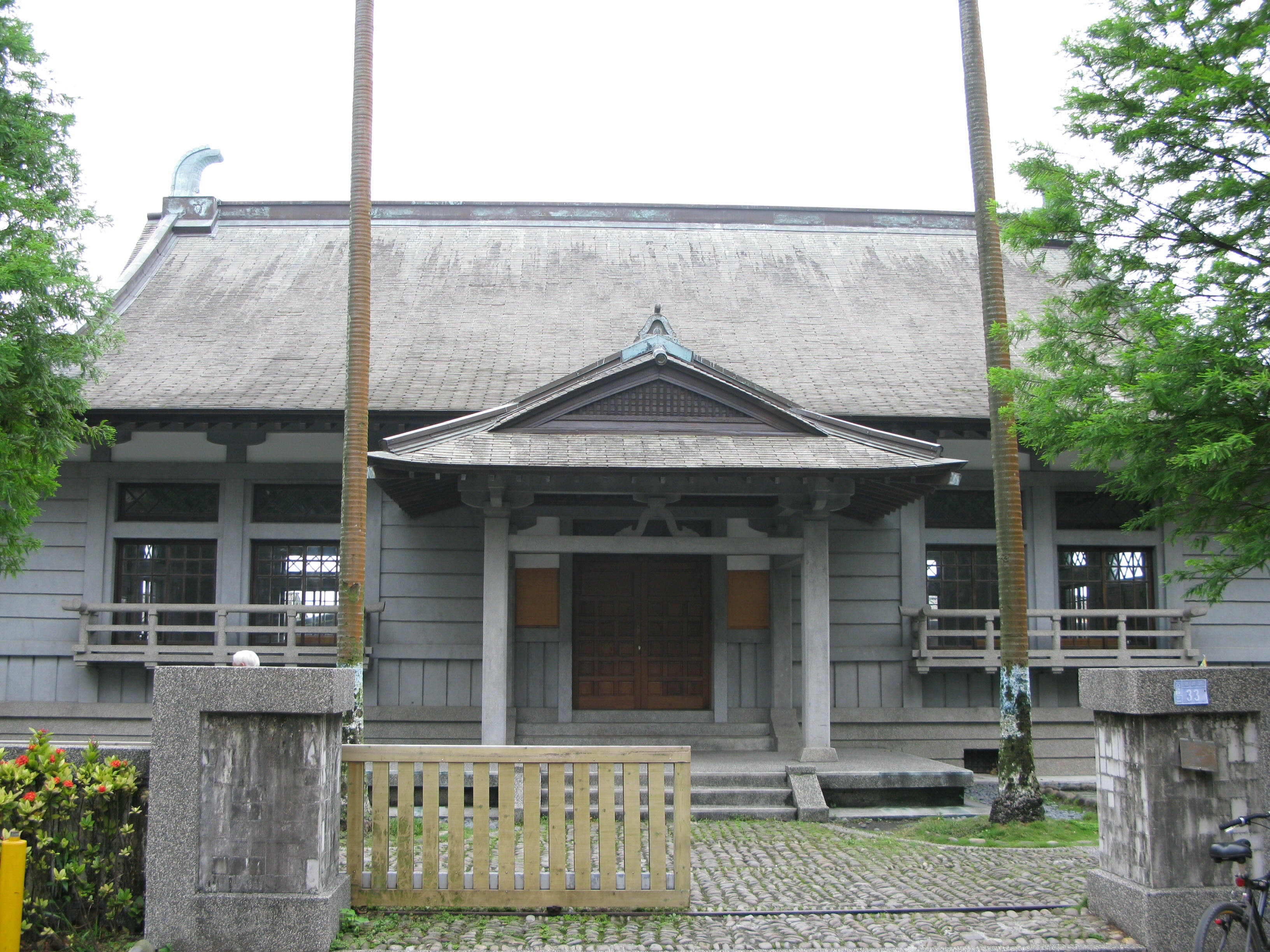
大溪武德殿

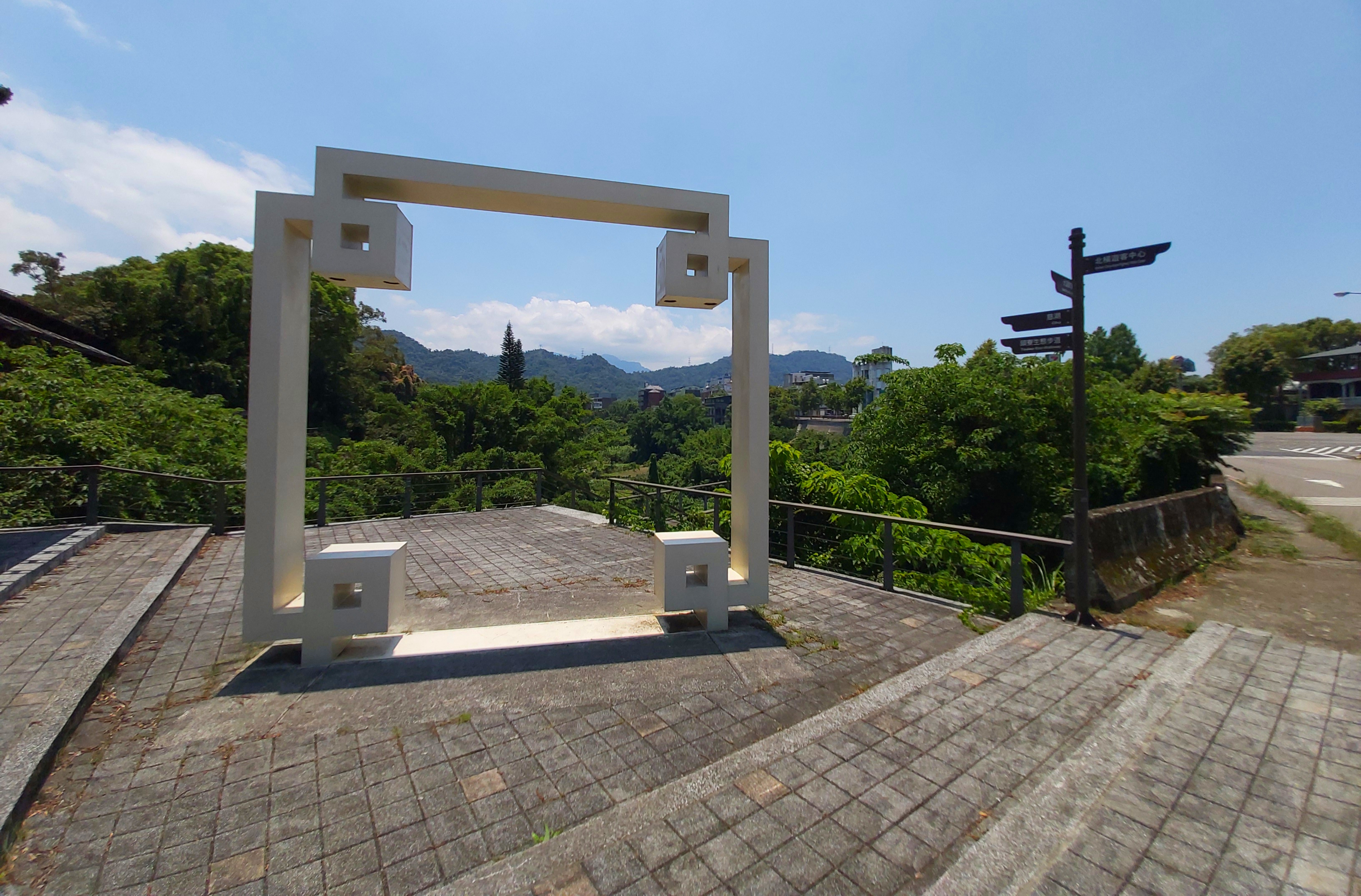
頭寮生態步道

包括慈湖營區（安放蔣中正總統靈柩的園區）、大溪營區（安放蔣經國總統靈櫬的墓園）、蔣經國紀念館（大溪遊客中心）、後慈湖、慈湖紀念雕塑公園

### 自然
- 溪洲山（台灣小百岳）

新溪洲山位於石門水庫溪洲公園旁，為大漢溪的源頭，山勢向東北延伸，經頭寮山、白石山、金面山、五寮尖等山岳逐漸下降至三峽區。由溪洲公園停車場前石階小徑起登，中間接上大灣坪古道至愚公亭，愚公亭是多條步道交會處，有寬敞的空地及健身設施，數分鐘即抵達新溪洲山，山頂可展望大溪、龍潭地區。循稜線步道下行，沿途可欣賞石門水庫風光，以及台灣島型的「蓬萊仙島」，眺望石牛山，續接上溪洲公園石板步道，返回到溪洲公園。新溪洲山步道四通八達，可與小百岳溪洲山連走，或穿越石門大壩頂與石門山連走。
- 金面山（台灣小百岳）

金面山，山形尖銳酷似鳥嘴，故又名「鳥嘴山」或「鳥嘴尖」，為大溪的最高峰，因山頂常雲霧繚繞，故為大溪八景之一「鳥嘴含煙」。金面山步道亦是古道，又稱「金山面仔古道」，是昔日三峽五寮前往大溪買賣貨品的一條便道。登山口共有三處相距不遠，以第一登山口指標最為清楚，沿著草嶺溪往上行，伴著淙淙流水聲，欣賞陽光灑滿林間，舒適怡人，山徑原始、林相自然，偶有大石、危崖、峭壁，需要拉繩攀爬，野趣十足，環形一圈可順登十三分山。行至稜線開闊處視野極佳，可望大溪、龍潭、鴻禧山莊、武嶺橋，山頂四通八達，可規劃不同走法，豐富多變。桐花季時遍地落花、溪中漂浮，浪漫至極。
- 阿姆坪生態園區

閩南語稱作「鴨母坪」的阿姆坪，位於石門水庫中游右岸，屬大漢溪河階台地，相傳先民呂阿姆初到此開墾時養了一群鴨子，因而得名。以往每逢假日，阿姆坪的景觀飯店、越野體能場，總是吸引大批旅客前來享受這片一望無際的碧綠水岸與原始綠林，後來因水源地限制開發的緣故，漸漸退去了觀光熱點的光環，轉型為觀察自然生態的悠然秘境。
- 山豬湖生態園區

大漢溪山豬湖生態親水園區，又稱山豬湖自然生態公園，大溪水岸新亮點，位於桃園市大溪區月眉里大漢溪右岸，是一片面積約 18公頃的濕地，全區採用低開發度的環境友善生態工法，串連六座生態池，保護珍貴自然生態，並遍植蜜源植物以吸引蝴蝶在此繁殖，生態池除了種植荷花、復育青蛙外，也復育珍貴的台灣萍蓬草與龍骨瓣莕菜，林下水道旁更遍植野薑花，營造螢火蟲及台北樹蛙的生長環境，當夏季來臨滿池荷花盛開，多樣性生態將在此繽紛展現，漫步林下小徑或濕地觀察棧道，沿途蝴蝶翩翩飛舞，蟲鳴鳥叫不絕於耳，抬頭遠眺可見蒼鷹飛翔天際，低頭觀察巨石，生痕化石清晰可見，偶然驚鴻一瞥可見台灣藍鵲跳躍樹梢，讓人驚喜。
- 百吉林蔭步道

早在百吉隧道修築之前，大溪通往角板山、巴陵等復興山區大多是經由百吉步道(舊名石龜坑古道)，從清代到日據時期一直以來都是交通重要幹道。民國33年隨著百吉隧道輕便鐵路通車，百吉林蔭步道不再扮演交通樞紐的角色。民國38年起，慈湖列管為軍事管制區，從此讓這百吉步道蒙上了一層神秘面紗，這一隱身長達半世紀之久，也因此讓區域自然生態免於開發而被破壞。
- 頭寮大池

大池當中的「池中島｣，是著名的「水中土地公廟｣，在土地公被移至福昌宮後，綠樹環繞的人工小島成了大白、小白鷺、蒼鷺、夜鷺等鷺科鳥的棲息地，平靜的湖色有時也可見到小水鴨的蹤影，靜觀這清幽風景，感受韶光悠悠也是種享受。

### 特色公園、景點

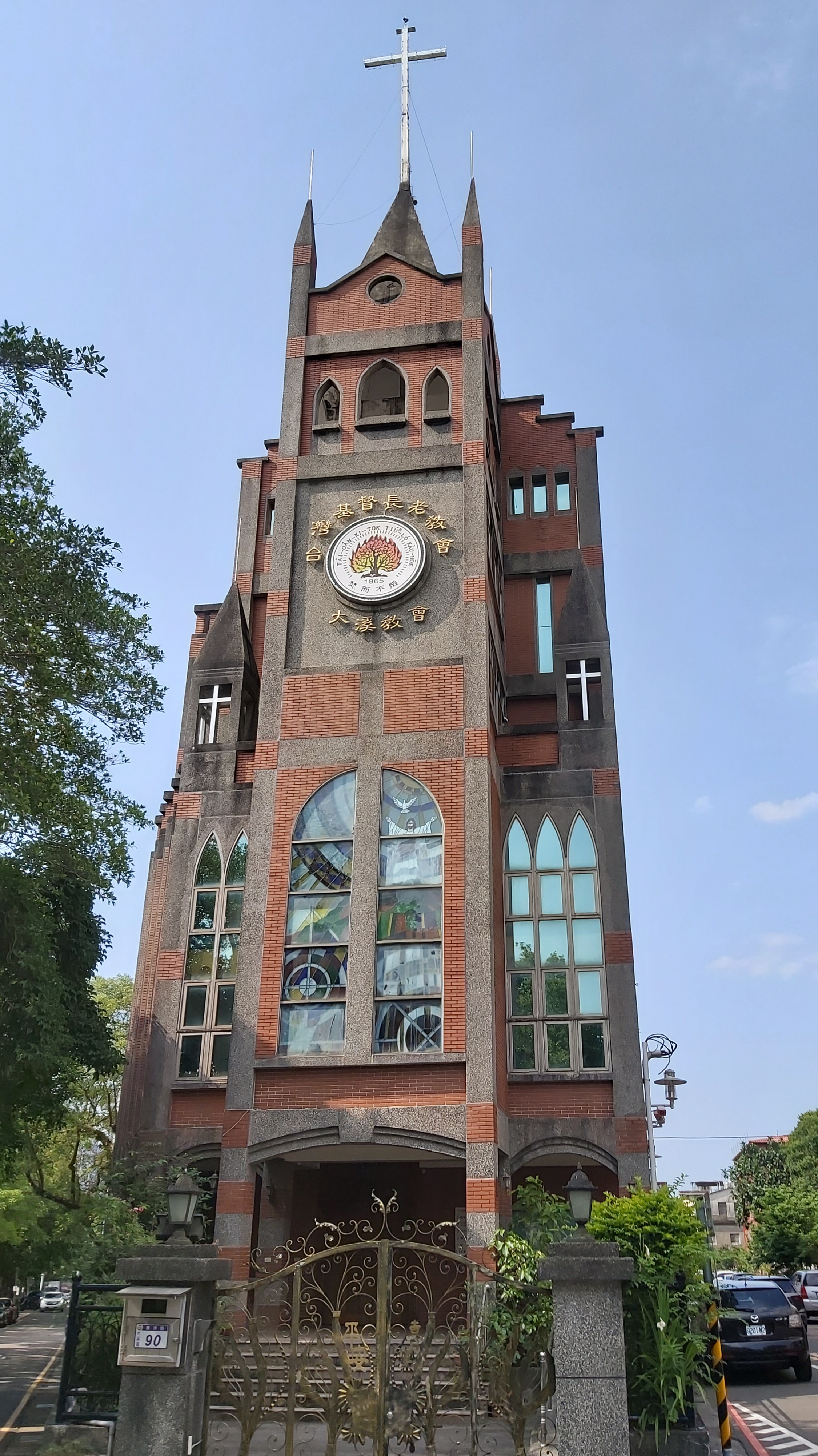
臺灣基督長老教會大溪教會

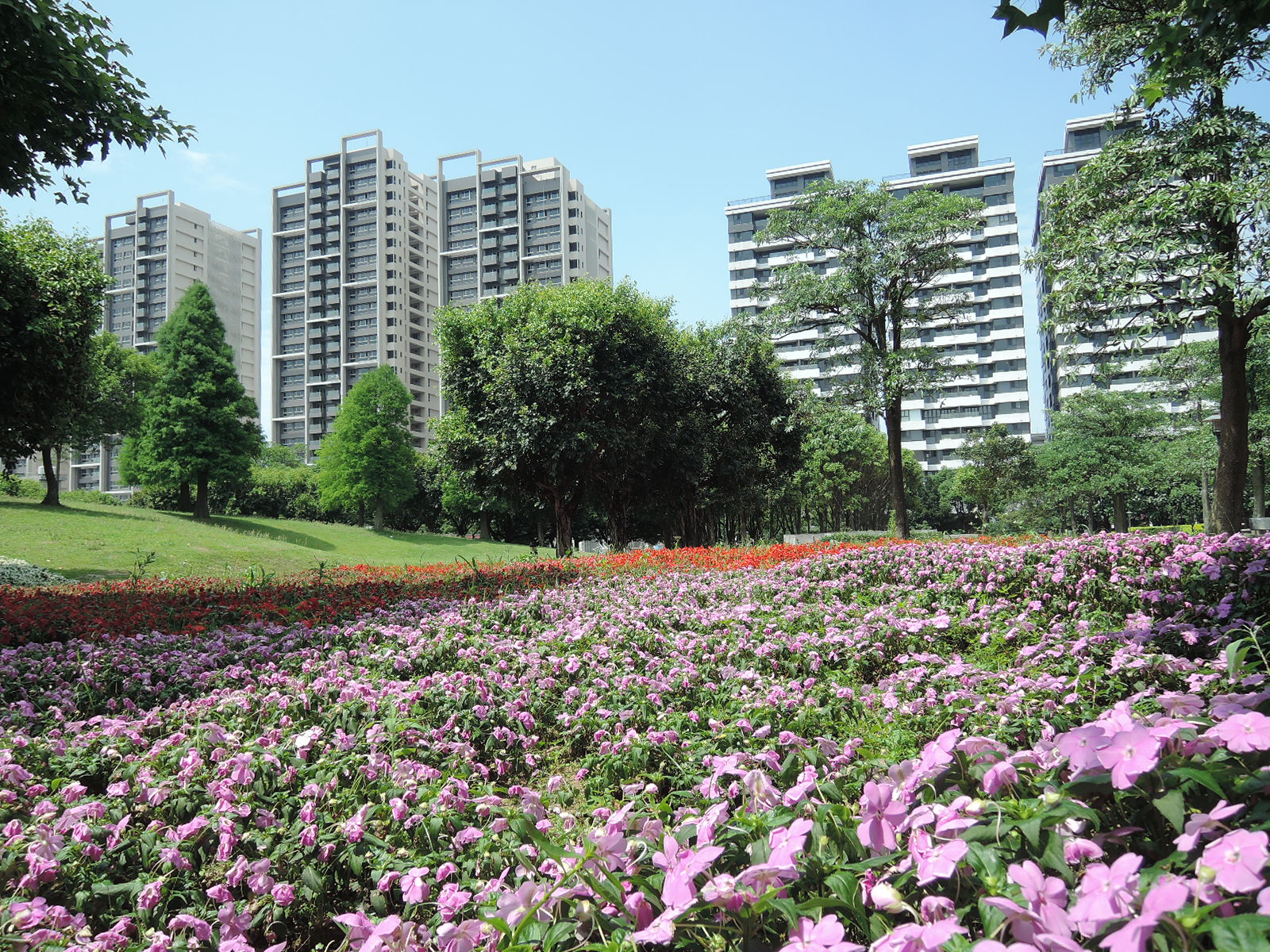
大溪區埔頂公園

- 大溪中正公園（含蕭曜友銅像）
- 大溪埔頂公園大溪區埔頂公園
- 大溪河濱公園
- 桃園市原住民文化會館
- 落羽松大道
- 美華國小陀螺展示館

### 自行車道
- 三坑月眉線: 河濱一般道路
- 大溪鶯歌線: 河濱自行車專用道
- 大溪老街線: 市區一般道路
- 石門水庫環湖線: 庫區一般道路

### 停車資訊
以下統計公有停車場
- 大溪老城區:

1. 停二停車場有小型車82格
2. 月眉停車場有大型車8格，小型車130格

- 河西橋頭、河濱、中庄地區:

1. 橋頭停車場有大型車15格，小型車418格
2. 大溪河濱公園停車場小型車25格
3. 中庄調整池停車場

- 慈湖、頭寮地區:

1. 慈湖停車場有大型車25格，小型車210格
2. 頭寮停車場大型車10格，小型車40格

- 崎頂、埔頂、員樹林地區:

1. 埔頂公園停車場有小型車80格
2. 市立圖書館崎頂分館旁停車場有小型車80格

### 住宿休憩
- 桃園大溪笠復威斯汀渡假酒店
- 三橋渡假旅店
- 慕杉居
- 大溪老城四季行館 / 秘境41
- 桃禧漫遊渡假露營園區

## 姊妹市
- 美國北卡羅萊納州克勒斯維爾鎮（英语：Kernersville, North Carolina）

## 其他補充
- 大溪草嶺山，海拔約347公尺，山頂有個三等三角點(NO.1010)，緊鄰慈湖，是桃園市境內唯一的一座火山，距上一次噴發約在十幾萬年前，主要為玄武岩地質。

- 臺灣現代文學之父，賴和，徒步返鄉行經大溪時曾寫作《大嵙崁》、《發大嵙崁詩》之詩詞，抒發對大嵙崁及自身的寫作。

- 大溪六君子，大嵙崁士紳遂發起興學運動，一九O八年二月共推呂鷹揚、王式璋、黃丙南、呂建邦、黃玉麟、江健臣等任學務委員，聚資名佃開墾阿姆坪，作為大嵙崁公學校學務基金，即謂「學田」。六人共同出資，時稱「學田六君子」。

- 崁津吟社，於大正12年所創設，創辦人呂傳琪，該社作品有《鈞璜遺稿》、《崁津吟社詩集數卷》。

- 桃園憲兵隊 石園路615號

## 外部連結
- 大溪區公所（页面存档备份，存于）
- 大溪區公所的Facebook專頁